# SN 1999gl
SN 1999gl – supernowa typu II odkryta 14 grudnia 1999 roku w galaktyce NGC 317B. W momencie odkrycia miała maksymalną jasność 16,20m.